# ملعب إيفا بيرون
ملعب إيفا بيرون (بالإنجليزية: Estadio Eva Perón)‏ هو ملعب كرة قدم يقع في جونين، مقاطعة بوينس آيرس، الأرجنتين، يتسع لـ 22,000 متفرج.

## التاريخ
افتتح الملعب في 9 يوليو 1951.